# المختار العتيري
المختار العتيري ولد في 18 مارس 1926 بحمام سوسة وتوفي في 20 أفريل 2007 (81 سنة) بحلق الوادي، من أوائل المهندسين التونسيين وأحد بناة الجامعة التونسيية ومؤسس المدرسة الوطنية للمهندسين بتونس.

## تكوينه
درس تعليمه الثانوي بتونس حيث أحرز على شهادة الباكالوريا بامتياز، وتوجه بعد ذلك إلى باريس لدراسة الهندسة، حيث قبل في معهد لوي الأكبر (lycée Louis le Grand) ومن هناك نجح في مناظرة مدرسة البوليتكنيك بباريس ليدخلها عام 1947، وقد تخرج منها بامتياز عام 1949 ليدخل المدرسة الوطنية للجسور والطرقات بباريس (École nationale des ponts et chaussées de Paris) وتخرج منها عام 1951.

## أبو المهندسين
- عاد إلى تونس عام 1956 ليساهم في بناء الدولة الوطنية الحديثة كمهندس، فقد شغل في وزارة التجهيز مهمة مهندس رئيس للأشغال العامة لمدة 11 سنة بدءا من عام 1958، وأمكن له بالتالي الإشراف على الكثير من المشاريع الكبرى ومن بينها مطارات تونس قرطاج الدولي والمنستير سقانص وجربة جرجيس وميناء قابس والمركب السياحي مرسى القنطاوي.
- في نهاية الستينات ساهم في الإقناع بضرورة إنشاء مدرسة وطنية لتخريج المهندسين والفنيين السامين في مختلف التخصصات. وقد أنشئت بالفعل المدرسة الوطنية للمهندسين بتونس عام 1968 وعين هو على رأسها فيما بين تلك السنة وإلى حدود عام 1975. ولم تكن مهمته سهلة في بلد قليل الإطارات من المهندسين والفنيين، فاستعمل المختار العتيري علاقاته من أجل إنجاح الرهان. وقد ساهمت هذه المدرسة في تخريج الآلاف من المهندسين بما يجعله بحق أبا المهندسين التونسيين.

## مسؤوليات أخرى
بعد انتهاء مهمته على رأس المدرسة الوطنية للمهندسين، عين المختار العتيري على رأس مؤسسات أخرى من بينها الشركة التونسية للكهرباء والغاز حيث سمي رئيسا مديرا عاما لها فيما بين عامي 1977 و1980، وشركة تهيئة سوسة الشمالية ومعهد الميكرو إعلامية الذي كان مؤسسا ومديرا له.

## وصلات خارجية
- Obsèques du doyen des ingénieurs tunisiens, Mokhtar Laâtiri
- Hommage à Mokhtar Laâtiri Un parcoursde pionnier Par Ahmed FRIAA
- Nécrologie - Si Mokhtar Laatiri, un des pères de la Tunisie technique, n’est pl
- Hommage à Si Mokhtar